# Liste der Kulturdenkmäler in Herleshausen
Die folgende Liste enthält die in der Denkmaltopographie ausgewiesenen Kulturdenkmäler auf dem Gebiet  der Gemeinde Herleshausen, Werra-Meißner-Kreis, Hessen.
Hinweis: Die Reihenfolge der Denkmäler in dieser Liste orientiert sich zunächst an Ortsteilen und anschließend der Anschrift, alternativ ist sie auch nach der Bezeichnung, der vom Landesamt für Denkmalpflege vergebenen Nummer oder der Bauzeit sortierbar.
Kulturdenkmäler werden fortlaufend im Denkmalverzeichnis des Landes Hessen durch das Landesamt für Denkmalpflege Hessen auf Basis des Hessischen Denkmalschutzgesetzes (HDSchG) geführt. Die Schutzwürdigkeit eines Kulturdenkmals hängt nicht von der Eintragung in das Denkmalverzeichnis des Landes Hessen oder der Veröffentlichung in der Denkmaltopographie ab.

Das Vorhandensein oder Fehlen eines Objekts in dieser Liste ist keine rechtsverbindliche Auskunft darüber, ob es Kulturdenkmal ist oder nicht: Diese Liste entspricht möglicherweise nicht dem aktuellen Stand der offiziellen Denkmaltopographie. Diese ist für Hessen in den entsprechenden Bänden der Denkmaltopographie Bundesrepublik Deutschland und im Internet unter DenkXweb – Kulturdenkmäler in Hessen einsehbar. Auch diese Quellen sind, obwohl sie durch das Landesamt für Denkmalpflege Hessen aktualisiert werden, nicht immer aktuell, da es im Denkmalbestand immer wieder Änderungen gibt.
Eine verbindliche Auskunft erteilt allein das Landesamt für Denkmalpflege Hessen.
Nutze diese Kartenansicht, um Koordinaten in der Liste zu setzen. In dieser Kartenansicht sind Kulturdenkmale ohne Koordinaten mit einem roten bzw. orangen Marker dargestellt und können in der Karte gesetzt werden. Kulturdenkmale ohne Bild sind mit einem blauen bzw. roten Marker gekennzeichnet, Kulturdenkmale mit Bild mit einem grünen bzw. orangen Marker.

## Kulturdenkmale nach Ortsteilen

### Herleshausen
| Bild                                                 | Bezeichnung                                | Lage | Beschreibung | Bauzeit                         | Objekt-Nr. |
| ---------------------------------------------------- | ------------------------------------------ | --- | --- | ------------------------------- | ---------- |
| Bild gesucht BW                                      | Gesamtanlage                               | Lage | mit Am Anger 1–7; Borngasse 1–13, 2–14; Frauenborner Straße; Gartenstraße 5–17, 4–14; Goldgraben 1–7, 2–28; Hainertor 1–27, 2–36; Hintergasse 1–5, 2–18; Lauchröder Straße 1–13, 2–14; Querstraße 1; Sackgasse 1–13, 2–30; Schulstraße 1–9, 2–14; Teichstraße 1–9, 2–8; Waldstraße 1–17, 2–40; Zum Halben Mond |                                 | 37939 DDB  |
| Bild gesucht BW                                      | Hofanlage                                  | Am Anger 2 LageFlur: 12, Flurstück: 13/1                                                                               | | Anfang 19. Jahrhundert          | 37944 DDB  |
| Wohn- und Geschäftshaus                              | Wohn- und Geschäftshaus                    | Am Anger 3 LageFlur: 12, Flurstück: 11/2                                                                               | Filiale der VR-Bank Eisenach-Ronshausen | Letztes Drittel 19. Jahrhundert | 37945 DDB  |
| Bild gesucht BW                                      | Postamt                                    | Am Anger 5 LageFlur: 10, Flurstück: 15/38                                                                              | | Anfang 20. Jahrhundert          | 37946 DDB  |
| Bahnhofstraße 1 auf der linken Seite im Vordergrund  | Wohnhaus                                   | Bahnhofstraße 1 LageFlur: 10, Flurstück: 16/4                                                                          | | um 1800                         | 37947 DDB  |
| Bahnhofstraße 2 auf der rechten Seite im Vordergrund | Wohnhaus                                   | Bahnhofstraße 2 LageFlur: 10, Flurstück: 16/3                                                                          | | Mitte 18. Jahrhundert           | 37948 DDB  |
| Bild gesucht BW                                      | Wohnhaus                                   | Bahnhofstraße 3 LageFlur: 10, Flurstück: 18/4                                                                          | | Erste Hälfte 19. Jahrhundert    | 37949 DDB  |
| Bild gesucht BW                                      | Wohnhaus                                   | Bahnhofstraße 4 LageFlur: 12, Flurstück: 18/5                                                                          | | Ende 19. Jahrhundert            | 37950 DDB  |
| Bild gesucht BW                                      | Wohnhaus                                   | Bahnhofstraße 7 LageFlur: 10, Flurstück: 23/1                                                                          | | 1836                            | 37951 DDB  |
| Bahnhofstraße 8 auf der rechten Seite im Vordergrund | Wohnhaus                                   | Bahnhofstraße 8 LageFlur: 10, Flurstück: 21/2                                                                          | | Anfang 19. Jahrhundert          | 37952 DDB  |
| Bahnhofstraße 9 auf der linken Seite im Vordergrund  | Wohnhaus                                   | Bahnhofstraße 9 LageFlur: 10, Flurstück: 25/1                                                                          | | um 1800                         | 37953 DDB  |
| weitere Bilder                                       | Evangelische Burgkirche                    | Bahnhofstraße 12/12a LageFlur: 9, Flurstück: 16/5, 17/5                                                                | | um 1300                         | 37956 DDB  |
| Bild gesucht BW                                      | Ehemaliges Pfarr- und Bürgermeisteramt     | Bahnhofstraße 13 LageFlur: 10, Flurstück: 30/14                                                                        | | 1894                            | 37954 DDB  |
| Bild gesucht BW                                      | Wohnhaus                                   | Borngasse 1 LageFlur: 9, Flurstück: 146/1                                                                              | | Spätes 17. Jahrhundert          | 37958 DDB  |
| Bild gesucht BW                                      | Wohnhaus                                   | Borngasse 2 LageFlur: 9, Flurstück: 21/8                                                                               | | Mitte 19. Jahrhundert           | 37959 DDB  |
| Bild gesucht BW                                      | Ehemalige Schreinerei mit Wohnhaus         | Borngasse 3 LageFlur: 9, Flurstück: 143/2                                                                              | | Erstes Drittel 19. Jahrhundert  | 37960 DDB  |
| Bild gesucht BW                                      | Hofanlage                                  | Borngasse 5/5a LageFlur: 10, Flurstück: 142/1                                                                          | | Zweite Hälfte 18. Jahrhundert   | 37961 DDB  |
| Bild gesucht BW                                      | Wohnhaus                                   | Borngasse 7 LageFlur: 10, Flurstück: 140/2                                                                             | | Erstes Drittel 19. Jahrhundert  | 37962 DDB  |
| Bild gesucht BW                                      | Hofanlage                                  | Borngasse 8 LageFlur: 9, Flurstück: 25/1                                                                               | | 1771                            | 37963 DDB  |
| Bild gesucht BW                                      | Wohnhaus                                   | Borngasse 14 LageFlur: 9, Flurstück: 30/2                                                                              | | Zweite Hälfte 18. Jahrhundert   | 37964 DDB  |
| weitere Bilder                                       | Bahnhof                                    | Eisenbahn (Bahnhofstraße 34) LageFlur: 6, Flurstück: 98/17, 98/31                                                      | Bahnhofsgebäude mit Güterschuppen | um 1910                         | 37957 DDB  |
| Bild gesucht BW                                      | Hofanlage                                  | Hainertor 4 LageFlur: 11, Flurstück: 24/3                                                                              | | Zweite Hälfte 18. Jahrhundert   | 37965 DDB  |
| Hausnummer 8 ist rechts im Vordergrund               | Hofanlage                                  | Hainertor 8 LageFlur: 11, Flurstück: 57/5                                                                              | | 1805                            | 37966 DDB  |
| Hausnummer 10 ist rechts in der Bildmitte            | Wohnhaus                                   | Hainertor 10 LageFlur: 11, Flurstück: 58/4                                                                             | mit Stallungen | 1762                            | 37967 DDB  |
| Bild gesucht BW                                      | Wohnhaus                                   | Hainertor 11a LageFlur: 11, Flurstück: 76/1                                                                            | | Anfang 20. Jahrhundert          | 37968 DDB  |
| Bild gesucht BW                                      | Wohnhaus                                   | Hainertor 13 LageFlur: 11, Flurstück: 77/2                                                                             | | 1618                            | 37970 DDB  |
| Bild gesucht BW                                      | Fachwerkwohnhaus                           | Hainertor 14 LageFlur: 11, Flurstück: 67/2                                                                             | | Ende 18. Jahrhundert            | 37969 DDB  |
| Bild gesucht BW                                      | Wohnhaus                                   | Hainertor 17 LageFlur: 11, Flurstück: 80/7                                                                             | auch die im Haus befindliche Apotheke | 1770                            | 37971 DDB  |
| Bild gesucht BW                                      | Wohnhaus                                   | Hainertor 18 LageFlur: 11, Flurstück: 74/12                                                                            | | Mitte 18. Jahrhundert           | 37972 DDB  |
| Bild gesucht BW                                      | Wohngebäude                                | Hainertor 19 LageFlur: 11, Flurstück: 87/2                                                                             | | um 1800                         | 37973 DDB  |
| Bild gesucht BW                                      | Wohnhaus                                   | Hainertor 20 LageFlur: 11, Flurstück: 84/2                                                                             | | Ende 18. Jahrhundert            | 37974 DDB  |
| Bild gesucht BW                                      | Fachwerkwohnhaus                           | Hainertor 22 LageFlur: 11, Flurstück: 86/2                                                                             | | 1879                            | 37975 DDB  |
| Bild gesucht BW                                      | Hofanlage                                  | Hainertor 25 LageFlur: 11, Flurstück: 103/3                                                                            | | Ende 18. Jahrhundert            | 37976 DDB  |
| Bild gesucht BW                                      | Wohnhaus                                   | Hainertor 26 LageFlur: 11, Flurstück: 95/5                                                                             | | 17. Jahrhundert                 | 37977 DDB  |
| Bild gesucht BW                                      | Wohnhaus                                   | Hintergasse 1a LageFlur: 12, Flurstück: 31/4                                                                           | | 1811                            | 37978 DDB  |
| Bild gesucht BW                                      | Wohnhaus mit Wirtschaftsgebäude            | Hintergasse 4 LageFlur: 12, Flurstück: 35/2                                                                            | | im Kern 17. Jahrhundert         | 37979 DDB  |
| Bild gesucht BW                                      | Hofanlage                                  | Hintergasse 6/8 LageFlur: 12, Flurstück: 34/3                                                                          | |                                 | 37980 DDB  |
| Bild gesucht BW                                      | Wohnhaus und Altenteiler einer Hofanlage   | Hintergasse 10/12 LageFlur: 12, Flurstück: 29/8, 29/9                                                                  | |                                 | 37981 DDB  |
| Bild gesucht BW                                      | Allee                                      | Lauchröder Straße, Werra, Auf dem Werrarasen, Auf dem Karn LageFlur: 8, 13, Flurstück: 109/2, 93/2, 97/2, 261/2, 266/1 | hessischer Teil der Brückenreste mit zwei Uferrampen und zwei Pylonen |                                 | 37988 DDB  |
| Bild gesucht BW                                      | Wohnhaus mit Backhaus                      | Lauchröder Straße 1 LageFlur: 12, Flurstück: 41/1                                                                      | |                                 | 37982 DDB  |
| Bild gesucht BW                                      | Fachwerkwohnhaus                           | Lauchröder Straße 4 LageFlur: 12, Flurstück: 44/7                                                                      | |                                 | 37983 DDB  |
| Bild gesucht BW                                      | Hofanlage                                  | Lauchröder Straße 5 LageFlur: 12, Flurstück: 50/1                                                                      | |                                 | 37984 DDB  |
| Bild gesucht BW                                      | Hofanlage                                  | Lauchröder Straße 6 LageFlur: 12, Flurstück: 47/6                                                                      | |                                 | 37985 DDB  |
| Bild gesucht BW                                      | Wohnhaus                                   | Lauchröder Straße 8 LageFlur: 12, Flurstück: 52/7                                                                      | |                                 | 37986 DDB  |
| Bild gesucht BW                                      | Hofanlage                                  | Lauchröder Straße 14 LageFlur: 8, Flurstück: 73/2                                                                      | Teile des ursprünglichen Hofpflasters |                                 | 37987 DDB  |
| Bild gesucht BW                                      | Grabsteine                                 | Mühlwiesen LageFlur: 15, Flurstück: 59/1                                                                               | vier Grabsteine auf dem Friedhof |                                 | 37940 DDB  |
| Bild gesucht BW                                      | Wohnhaus mit Wirtschaftsgebäude            | Sackgasse 2 LageFlur: 11, Flurstück: 51/3                                                                              | |                                 | 37989 DDB  |
| Bild gesucht BW                                      | Wohnhaus mit Scheune                       | Sackgasse 10 LageFlur: 11, Flurstück: 43/3                                                                             | |                                 | 37990 DDB  |
| Bild gesucht BW                                      | Hofanlage                                  | Sackgasse 12 LageFlur: 11, Flurstück: 41/5                                                                             | |                                 | 37991 DDB  |
| Bild gesucht BW                                      | Wohnhaus                                   | Sackgasse 16 LageFlur: 11, Flurstück: 37/8                                                                             | |                                 | 37992 DDB  |
| Bild gesucht BW                                      | Fachwerkwohnhaus mit Scheune               | Sackgasse 22 LageFlur: 12, Flurstück: 75/3                                                                             | |                                 | 37993 DDB  |
| Bild gesucht BW                                      | Wohnhaus                                   | Sackgasse 24 LageFlur: 12, Flurstück: 72/9                                                                             | |                                 | 37994 DDB  |
| Sachgesamtheit Schloss Augustenau mit Park           | Sachgesamtheit Schloss Augustenau mit Park | Schloß Augustenau, Bahnhofstraße 10 LageFlur: 9, Flurstück: 11/5, 6/6                                                  | Herrenhaus, Wirtschaftsgebäude, Schlosspark | 1539                            | 37955 DDB  |
| Bild gesucht BW                                      | Schulhaus                                  | Schulstraße 1 LageFlur: 11, Flurstück: 12/3                                                                            | | 1871                            | 37995 DDB  |
| Bild gesucht BW                                      | Hofanlage                                  | Schulstraße 3 LageFlur: 11, Flurstück: 11/2                                                                            | |                                 | 37996 DDB  |
| Bild gesucht BW                                      | Forsthaus                                  | Schulstraße 4 LageFlur: 10, Flurstück: 9/3                                                                             | |                                 | 37997 DDB  |
| Bild gesucht BW                                      | Wohnhaus mit Stall-Scheune-Trakt           | Schulstraße 7 LageFlur: 11, Flurstück: 4/3                                                                             | |                                 | 37998 DDB  |
| Bild gesucht BW                                      | Wohnhaus                                   | Schulstraße 9 LageFlur: 11, Flurstück: 1/5                                                                             | |                                 | 37999 DDB  |
| Bild gesucht BW                                      | Sachgesamtheit Siegelshof                  | Siegelshof 1 LageFlur: 4, Flurstück: 14/8                                                                              | Wohnhaus mit mehreren Wirtschaftsgebäuden |                                 | 37941 DDB  |
| Bild gesucht BW                                      | Hofanlage                                  | Teichstraße 5 LageFlur: 11, Flurstück: 30/1                                                                            | |                                 | 38000 DDB  |
| Bild gesucht BW                                      | Hofanlage                                  | Teichstraße 7 LageFlur: 11, Flurstück: 23/1                                                                            | mit Wirtschaftsgebäuden |                                 | 38001 DDB  |
| Bild gesucht BW                                      | Hofanlage                                  | Teichstraße 8, Teichstraße LageFlur: 11, Flurstück: 20/4, 20/5                                                         | |                                 | 38002 DDB  |
| weitere Bilder                                       | Jüdischer Friedhof                         | Vor dem Eckwege LageFlur: 15, Flurstück: 24/1, 24/2                                                                    | |                                 | 37942 DDB  |
| Kriegsgräberfriedhof                                 | Kriegsgräberfriedhof                       | Vor dem Eckwege, Schulzenberg LageFlur: 2, 15, Flurstück: 2, 24/1, 24/2, 25                                            | |                                 | 37943 DDB  |
| Bild gesucht BW                                      | Wohnhaus                                   | Waldstraße 13 LageFlur: 10, Flurstück: 123/3                                                                           | |                                 | 38003 DDB  |

### Altefeld
| Bild                                    | Bezeichnung                     | Lage | Beschreibung | Bauzeit | Objekt-Nr. |
| --------------------------------------- | ------------------------------- | --- | --- | ------- | ---------- |
| Gesamtanlage                            | Gesamtanlage                    | Lage | mit Oberkornettenweg 4–12; Unterkornettenweg 2–6                                                                                           |         | 38005 DDB  |
| Bild gesucht BW                         | Friedhof                        | Am Steinbruch LageFlur: 3, Flurstück: 3 | zwei Grabsteine in klassizistischem Formenformat                                                                                           |         | 38009 DDB  |
| Bild gesucht BW                         | Transformatorenhäuschen         | Heidelbergstraße o. Nr. LageFlur: 3, Flurstück: 7 | |         | 38008 DDB  |
| Bild gesucht BW                         | Heidelberger Hof                | Heidelbergstraße 5 LageFlur: 3, Flurstück: 8/3 | |         | 924085 DDB |
| Sachgesamtheit Gutshof Altefeld         | Sachgesamtheit Gutshof Altefeld | Heidelbergstraße 9a/9 LageFlur: 3, Flurstück: 4/5, 4/6 | Herrenhaus, zwei Wirtschaftsgebäude, Wohnhaus für Gutsarbeiter, Stall-Scheune-Trakt, jenseits des Ölbachs ein weiterer Stall-Scheune-Trakt |         | 38006 DDB  |
| Bild gesucht BW                         | Straßenbrücke                   | Ölbach (Heidelbergstraße) LageFlur: 2, 3, Flurstück: 20, 17 | |         | 38007 DDB  |
| weitere Bilder                          | Sachgesamtheit Gestüt           | Gemarkung Altefeld; Flur 1, Flurstück 11/3,12/2,12/3,14,15; 16/1, 20/1, 20/2, 20/6, 25/2, 25/3, 27, 28; Flur 2, Flurstück 1/1,26/1,31,34/2,34/3; Flur 5, Flurstück 5/5, 10/1; Flur 6, Flurstück 2,7; Gemarkung Archfeld; Flur 21, Flurstück 7; GemarkungFlur 23; Lüderbach; Rennbahn am Waldstall; Gemarkung Markershausen; Flur 5, Flurstück 12/1; Flur 10, Flurstück 1/1 | das „Innere Gestüt“ |         | 38010 DDB  |
| Rennbahn am Waldstall                   | Rennbahn am Waldstall           | Koordinaten fehlen! Hilf mit. | |         |            |
| Bild gesucht BW                         | Roßarzthaus                     | Heidelbergstraße 8 Lage | |         |            |
| Bild gesucht BW                         | Remdantenhaus                   | Heidelbergstraße 9 Lage | |         |            |
| Direkt Bild zu diesem Denkmal hochladen | Gärtnerei 2                     | Koordinaten fehlen! Hilf mit. | |         |            |
| Direkt Bild zu diesem Denkmal hochladen | Deckhalle                       | Koordinaten fehlen! Hilf mit. | |         |            |
| Direkt Bild zu diesem Denkmal hochladen | Hengststall                     | Koordinaten fehlen! Hilf mit. | |         |            |
| Direkt Bild zu diesem Denkmal hochladen | Gärtnerei 1 Wohnhaus            | Koordinaten fehlen! Hilf mit. | |         |            |
| Direkt Bild zu diesem Denkmal hochladen | Gärtnerei 2 Wohnhaus            | Koordinaten fehlen! Hilf mit. | |         |            |
| Bild gesucht BW                         | Wirtschaftshof und Fahrstall    | Heidelbergstraße 11 Lage | |         |            |
| Bild gesucht BW                         | Landstallmeisterhaus            | Heidelbergstraße 14 Lage | |         |            |
| Bild gesucht BW                         | Burschen-Waschhaus              | Heidelbergstraße 12 Lage | |         |            |
| Direkt Bild zu diesem Denkmal hochladen | Hengstfohlenstall               | Koordinaten fehlen! Hilf mit. | |         |            |
| Direkt Bild zu diesem Denkmal hochladen | Pumpstation                     | Koordinaten fehlen! Hilf mit. | |         |            |
| Bild gesucht BW                         | Stutenstall A                   | St. Georg-Straße 19/21 Lage | |         |            |
| Stutenstall B                           | Stutenstall B                   | St. Georg-Straße 18/20 Lage | |         |            |
| Bild gesucht BW                         | Stutenmeisterhaus               | St. Georg-Straße 16 Lage | |         |            |
| Stutenstall C                           | Stutenstall C                   | St. Georg-Straße 15/17 Lage | |         |            |
| Direkt Bild zu diesem Denkmal hochladen | Wohnhaus Stutenstall C          | Koordinaten fehlen! Hilf mit. | |         |            |
| Direkt Bild zu diesem Denkmal hochladen | Schule/Remisen                  | Koordinaten fehlen! Hilf mit. | |         |            |
| weitere Bilder                          | Hotel St. Georg                 | St. Georg-Straße 10 Lage | |         |            |
| Bild gesucht BW                         |                                 | Am Waldstall 1 und 2 Lage | |         |            |
| Bild gesucht BW                         |                                 | Am Waldstall 3, 4, 5 Lage | |         |            |
| Bild gesucht BW                         | großer Boxenstall               | Ringstraße 12/14 Lage | |         |            |
| Bild gesucht BW                         |                                 | Pater-Haimo-Weg 2 Lage | |         |            |
| Bild gesucht BW                         |                                 | Pater-Haimo-Weg 3 Lage | |         |            |
| Direkt Bild zu diesem Denkmal hochladen | Krematorium                     | Koordinaten fehlen! Hilf mit. | |         |            |
| Bild gesucht BW                         | Stutfohlenstall                 | St. Georg-Weg 2/4 Lage | |         |            |
| Bild gesucht BW                         | Wohnhaus                        | St. Georg-Weg 4 Lage | |         |            |
| Direkt Bild zu diesem Denkmal hochladen | zwei Außenställe                | Koordinaten fehlen! Hilf mit. | |         |            |

### Archfeld
| Bild            | Bezeichnung                      | Lage                                                                           | Beschreibung                                      | Bauzeit | Objekt-Nr. |
| --------------- | -------------------------------- | ------------------------------------------------------------------------------ | ------------------------------------------------- | ------- | ---------- |
| weitere Bilder  | Gesamtanlage                     | Lage                                                                           | mit Johannesstraße 9–11, 10–32                    |         | 38012 DDB  |
| weitere Bilder  | Wohnhaus                         | Achsgasse 1 LageFlur: 16, Flurstück: 20/1                                      |                                                   |         | 38013 DDB  |
| Wohnhaus        | Wohnhaus                         | Friedrichstraße 8 LageFlur: 15, Flurstück: 7                                   |                                                   |         | 38014 DDB  |
| Tagelöhnerhaus  | Tagelöhnerhaus                   | Friedrichstraße 12 LageFlur: 16, Flurstück: 3                                  |                                                   |         | 38015 DDB  |
| weitere Bilder  | Wohnhaus                         | Friedrichstraße 14 LageFlur: 16, Flurstück: 3                                  |                                                   |         | 38016 DDB  |
| weitere Bilder  | Dorfanger                        | Im Dorf LageFlur: 16, Flurstück: 42                                            | zwei Linden, eine mit einem Halseisen             |         | 38021 DDB  |
| Bild gesucht BW | Ehem. Tagelöhnerhaus             | Johannesstraße 7 LageFlur: 16, Flurstück: 24/4                                 |                                                   |         | 768982 DDB |
| weitere Bilder  | Wohnhaus mit Stall-Scheune-Trakt | Johannesstraße 16/18, Johannesstraße LageFlur: 16, Flurstück: 31/1, 31/2, 31/8 |                                                   |         | 38017 DDB  |
| weitere Bilder  | Hofanlage                        | Johannesstraße 20 LageFlur: 16, Flurstück: 32                                  |                                                   |         | 38019 DDB  |
| weitere Bilder  | Wohnhaus mit Wirtschaftsgebäude  | Johannesstraße 24 LageFlur: 16, Flurstück: 36                                  |                                                   |         | 38018 DDB  |
| weitere Bilder  | Evangelische Pfarrkirche         | Johannesstraße 30 LageFlur: 16, Flurstück: 41                                  | mit Resten der Ummauerung und ein alter Grabstein |         | 38020 DDB  |

### Breitzbach
| Bild                                    | Bezeichnung                     | Lage                                                                          | Beschreibung                                                                           | Bauzeit | Objekt-Nr. |
| --------------------------------------- | ------------------------------- | ----------------------------------------------------------------------------- | -------------------------------------------------------------------------------------- | ------- | ---------- |
| Bild gesucht BW                         | Gesamtanlage                    | Lage                                                                          | mit Am Breiberg 2–4, 3; Lindenstraße 3–29, 4–26; Sperlingsberg 1, 2–6                  |         | 38023 DDB  |
| Bild gesucht BW                         | Wohnhaus                        | Am Breiberg 2 LageFlur: 3, Flurstück: 28                                      |                                                                                        |         | 38026 DDB  |
| Bild gesucht BW                         | Hofanlage                       | Am Breiberg 3 LageFlur: 3, Flurstück: 25/1                                    |                                                                                        |         | 38028 DDB  |
| Direkt Bild zu diesem Denkmal hochladen | Sachgesamtheit Berlitzgrube     | Berlitzgrube, Kleines Feld Flur: 13, Flurstück: 12/1, 32/3                    | Hofanlage mit Wohnhaus, nahegelegen die Grabstätte der Treusch von Buttlar-Brandenfels |         | 38025 DDB  |
| Bild gesucht BW                         | Scheune                         | Hinter dem Teiche LageFlur: 1, Flurstück: 57/4                                |                                                                                        | 1912    | 765400 DDB |
| Direkt Bild zu diesem Denkmal hochladen | 4 Grenzsteine                   | Justizamts- und Gerichtsgrenzen                                               |                                                                                        |         | 39294 DDB  |
| Wohnhaus                                | Wohnhaus                        | Lindenstraße 16 LageFlur: 3, Flurstück: 20/2                                  |                                                                                        |         | 38029 DDB  |
| Bild gesucht BW                         | Hofanlage                       | Lindenstraße 26 LageFlur: 3, Flurstück: 3/2                                   | mit gegenüberliegender Scheune                                                         |         | 38030 DDB  |
| Lindengruppe                            | Lindengruppe                    | Sperlingsberg, Sperlingsberg 4, Im Dorfe LageFlur: 3, Flurstück: 53/2, 54, 56 |                                                                                        |         | 38033 DDB  |
| ehemaliges Schulhaus                    | ehemaliges Schulhaus            | Sperlingsberg 2 LageFlur: 3, Flurstück: 57/2                                  |                                                                                        |         | 38031 DDB  |
| weitere Bilder                          | Evangelische Kirche             | Sperlingsberg 4 LageFlur: 3, Flurstück: 56                                    |                                                                                        |         | 38032 DDB  |
| Bild gesucht BW                         | Grabmäler der Familie Landefeld | Sperlingsberg 6a LageFlur: 3, Flurstück: 60                                   |                                                                                        |         | 934750 DDB |

### Frauenborn
| Bild            | Bezeichnung | Lage                                    | Beschreibung                                                                             | Bauzeit | Objekt-Nr. |
| --------------- | ----------- | --------------------------------------- | ---------------------------------------------------------------------------------------- | ------- | ---------- |
| Bild gesucht BW | Wohnhaus    | Hichtweg 4 LageFlur: 2, Flurstück: 38/1 | an der Nordseite erhaltene Mauerreste, vermutlich von einem Vorwerk der Burg Brandenfels |         | 38035      |

### Holzhausen
| Bild            | Bezeichnung                     | Lage                                                                    | Beschreibung | Bauzeit | Objekt-Nr. |
| --------------- | ------------------------------- | ----------------------------------------------------------------------- | --- | ------- | ---------- |
| Gesamtanlage    | Gesamtanlage                    | Koordinaten fehlen! Hilf mit.                                           | mit Dachsbergstraße 8; Hohenhaus; Zum Sandberg; mit dem westlich anschließendem Park und den Gärten und Weiden südlich der Allee |         | 38037 DDB  |
| weitere Bilder  | Evangelische Kirche             | Dachsbergstraße o. Nr. LageFlur: 6, Flurstück: 14/11                    | | 1915    | 38041 DDB  |
| Bild gesucht BW | Tagelöhnerhaus                  | Dachsbergstraße 2 LageFlur: 5, Flurstück: 28/1                          | |         | 38042 DDB  |
| Bild gesucht BW | Wohnhaus                        | Dachsbergstraße 8 LageFlur: 5, Flurstück: 47/6                          | |         | 38043 DDB  |
| Bild gesucht BW | ehemalige Gerichtsstätte        | Fernberg LageFlur: 7, Flurstück: 1/1                                    | ehemalige Gerichtsstätte der Treusch von Buttlar markiert von einer ca. 300 Jahre alten Linde                                    |         | 38040 DDB  |
| weitere Bilder  | Sachgesamtheit Gut Hohenhaus    | Hohenhaus 4/5, Hohenhaus LageFlur: 6, Flurstück: 11/7, 14/10, 3/4       | Herrenhaus, ein Wohnhaus und Ställe                                                                                              |         | 38039 DDB  |
| Bild gesucht BW | Grabkreuze                      | Im Dorfe LageFlur: 4, Flurstück: 1/3                                    | mehrere gusseiserne Grabkreuze auf dem Friedhof                                                                                  |         | 765423 DDB |
| Bild gesucht BW | Sachgesamtheit Gut Rittersberg  | Rittersberg LageFlur: 1, Flurstück: 1/11                                | Wohnhaus mit mehreren Wirtschaftsgebäuden und Teich                                                                              |         | 38038 DDB  |
| Bild gesucht BW | Anger mit ca. 300jähriger Linde | Schloßbergstraße o. Nr. LageFlur: 4, Flurstück: 60/8                    | Anger mit ca. 300jähriger Linde                                                                                                  |         | 38047 DDB  |
| Bild gesucht BW | ehemalige Schule                | Schloßbergstraße 21, Schloßbergstraße LageFlur: 4, Flurstück: 60/8, 8/2 | |         | 38044 DDB  |
| Bild gesucht BW | ehemalige Dorfkirche            | Schlossbergstraße (bei Nr. 21) LageFlur: 4, Flurstück: 11               | | 1713    | 38045 DDB  |
| Bild gesucht BW | Wohnhaus                        | Schlossbergstraße 24 LageFlur: 4, Flurstück: 22/2                       | |         | 38046 DDB  |

### Markershausen
| Bild                                    | Bezeichnung                                                  | Lage                                                                                             | Beschreibung                                                                    | Bauzeit | Objekt-Nr. |
| --------------------------------------- | ------------------------------------------------------------ | ------------------------------------------------------------------------------------------------ | ------------------------------------------------------------------------------- | ------- | ---------- |
| Direkt Bild zu diesem Denkmal hochladen | Gesamtanlage                                                 | Koordinaten fehlen! Hilf mit.                                                                    | mit Brandenfelsstraße 11–19; Tonkaute 1, 4                                      |         | 38050 DDB  |
| weitere Bilder                          | Sachgesamtheit Rittergut der Treusch von Buttlar-Brandenfels | Am Gutshof 1/3/5, Teichgarten, Am Gutshof LageFlur: 5, Flurstück: 118/4, 119/6, 119/7, 5/2, 79/3 | Herrenhaus, mehrere Wirtschaftsgebäude, ein Winterhaus und ein Park, Wärterhaus |         | 38054 DDB  |
| Bild gesucht BW                         | Burgmühle                                                    | Am Gutshof 4 LageFlur: 8, Flurstück: 86                                                          |                                                                                 |         | 38051 DDB  |
| Bild gesucht BW                         | Streckhof mit Wirtschaftsgebäude                             | Brandenfelsstraße 11 LageFlur: 5, Flurstück: 56/3                                                |                                                                                 |         | 38055      |
| Bild gesucht BW                         | Wohnhaus                                                     | Brandenfelsstraße 35 LageFlur: 5, Flurstück: 27/3                                                |                                                                                 |         | 38056 DDB  |
| Bild gesucht BW                         | Mausoleum                                                    | Hopfenrain LageFlur: 8, Flurstück: 37                                                            | Mausoleum der Familie Treusch von Buttlar-Brandenfels                           |         | 38052 DDB  |
| Bild gesucht BW                         | Wohnhaus mit Saalbau, ehem. Schule                           | Osterlochweg 1 LageFlur: 5, Flurstück: 16/2                                                      |                                                                                 | 1773    | 38058 DDB  |
| Bild gesucht BW                         | Forsthaus                                                    | Osterlochweg 2 LageFlur: 5, Flurstück: 2/10                                                      |                                                                                 |         | 38059 DDB  |
| Evangelische Pfarrkirche                | Evangelische Pfarrkirche                                     | Osterlochweg 4 LageFlur: 5, Flurstück: 12                                                        |                                                                                 |         | 38060 DDB  |
| weitere Bilder                          | Burgruine Brandenfels                                        | Ruine Brandenfels LageFlur: 4, Flurstück: 15/1                                                   |                                                                                 |         | 38053 DDB  |
| Bild gesucht BW                         | Schafstall                                                   | Schaafwiesen LageFlur: 4, Flurstück: 87/1                                                        |                                                                                 |         | 38057 DDB  |

### Nesselröden
| Bild            | Bezeichnung                                              | Lage | Beschreibung | Bauzeit | Objekt-Nr. |
| --------------- | -------------------------------------------------------- | --- | --- | ------- | ---------- |
| Bild gesucht BW | Jüdischer Friedhof                                       | Am Silsberg LageFlur: 2, Flurstück: 17/1                                                                               | |         | 38062 DDB  |
| Bild gesucht BW | Kapelle                                                  | Badegasse 23 LageFlur: 2, Flurstück: 106/1                                                                             | |         | 38063 DDB  |
| Bild gesucht BW | Tagelöhnerhaus                                           | Badegasse 29 LageFlur: 2, Flurstück: 109/9                                                                             | |         | 38066 DDB  |
| Bild gesucht BW | Hofanlage                                                | Eisfeld 13 LageFlur: 5, Flurstück: 35/2                                                                                | Reste der ursprünglichen Hofpflasterung                                                                                     |         | 38064 DDB  |
| Bild gesucht BW | Gutsschenke mit Saalbau und Kegelbahn                    | Holzhäuser Straße 17/17a LageFlur: 6, Flurstück: 33/10, 31/8                                                           | |         | 38065 DDB  |
| weitere Bilder  | Sachgesamtheit Schloss (mit Park- und Wirtschaftsanlage) | Holzhäuser Straße 19, Insel, Holzhäuser Straße, Hockewiesen LageFlur: 6, 7, Flurstück: 92/10, 92/2, 92/9, 49/15, 49/16 | Herrenhaus, Pferdestall, Backhaus, Schmiede, Schweine- und Schafstall, Kuhstall, Scheunen und das Sudhaus, Grundstücksmauer |         | 38067 DDB  |
| Bild gesucht BW | Brücke                                                   | Holzhäuser Straße (L 3423) LageFlur: 6, Flurstück: 104/26                                                              | Segmentbogenbrücke über den Wommenbach                                                                                      |         | 38068 DDB  |
| weitere Bilder  | Dorfkirche                                               | Steinweg 5 LageFlur: 6, Flurstück: 89                                                                                  | | 1852    | 38069 DDB  |
| Bild gesucht BW | Wohnhaus                                                 | Wildengraben 1 LageFlur: 1, Flurstück: 80/3                                                                            | |         | 38070 DDB  |
| Bild gesucht BW | Hofanlage                                                | Wildengraben 19 LageFlur: 6, Flurstück: 43/2                                                                           | |         | 38071 DDB  |

### Unhausen
| Bild            | Bezeichnung                            | Lage                                                                 | Beschreibung                     | Bauzeit | Objekt-Nr. |
| --------------- | -------------------------------------- | -------------------------------------------------------------------- | -------------------------------- | ------- | ---------- |
| Bild gesucht BW | Wohnhaus                               | Amselweg 3 LageFlur: 3, Flurstück: 33/1                              |                                  |         | 38073 DDB  |
| Bild gesucht BW | Hofanlage                              | Arnsberger Straße 14 LageFlur: 2, Flurstück: 75/1                    |                                  |         | 38074 DDB  |
| Bild gesucht BW | Gebäudeschmuck des Wirtschaftsgebäudes | Arnsberger Straße 18, Arnsberger Straße LageFlur: 2, Flurstück: 43/1 |                                  |         | 38075 DDB  |
| Bild gesucht BW | Evangelische Kirche                    | Arnsberger Straße 19, Im Dorfe LageFlur: 3, Flurstück: 24, 55        | Dorfkirche und einige Grabsteine |         | 38076 DDB  |
| Bild gesucht BW | Wohnhaus                               | Arnsberger Straße 24 LageFlur: 2, Flurstück: 36/2                    |                                  |         | 38077 DDB  |
| Bild gesucht BW | Backhaus                               | Arnsberger Straße 35 LageFlur: 3, Flurstück: 2/5                     |                                  |         | 38078 DDB  |
| Bild gesucht BW | Wohnhaus                               | Tränkgasse 2 LageFlur: 3, Flurstück: 18/4                            |                                  |         | 38079 DDB  |

### Willershausen
| Bild                                    | Bezeichnung                            | Lage                                                            | Beschreibung | Bauzeit | Objekt-Nr. |
| --------------------------------------- | -------------------------------------- | --------------------------------------------------------------- | --- | ------- | ---------- |
| Gesamtanlage                            | Gesamtanlage                           | Koordinaten fehlen! Hilf mit.                                   | mit Archfelder Straße 2; Iftaer Straße 2–4; Kastanienweg 4–16, 36–38, 5, 23–25; Oberer Bergring 1–3; Pferdsdorfer Straße 1–9 |         | 38081 DDB  |
| Bild gesucht BW                         | Wohnhaus und Scheune                   | Archfelder Straße 2 LageFlur: 8, Flurstück: 97/7                | |         | 38083 DDB  |
| Bild gesucht BW                         | Wohnhaus                               | Archfelder Straße 7 LageFlur: 7, Flurstück: 4/3                 | |         | 38084 DDB  |
| Bild gesucht BW                         | Wohnhaus                               | Archfelder Straße 9 LageFlur: 7, Flurstück: 3/1                 | | 1786    | 38085 DDB  |
| Bild gesucht BW                         | Scheune                                | Bergring o. Nr. LageFlur: 7, Flurstück: 43/9                    | |         | 38089 DDB  |
| Bild gesucht BW                         | Wohnhaus                               | Bergring 2 LageFlur: 7, Flurstück: 9/3                          | |         | 38086 DDB  |
| weitere Bilder                          | Schloss                                | Bergring 4/6, Futtergarten LageFlur: 7, Flurstück: 20/52, 24/17 | dazu die Wirtschaftsgebäude, der Teich, Reste der Ummauerung, Schafstall                                                     |         | 38087 DDB  |
| Bild gesucht BW                         | Wohnhaus                               | Bergring 10 LageFlur: 7, Flurstück: 31/8                        | |         | 38088 DDB  |
| Direkt Bild zu diesem Denkmal hochladen | Steinkreuz *4927.1                     | Gedenk- und Sühnesteine                                         | |         | 39295 DDB  |
| Bild gesucht BW                         | Erbbegräbnis der Familie von Kutzleben | Heiligenberg LageFlur: 9, Flurstück: 62                         | |         | 38082 DDB  |
| weitere Bilder                          | Evangelische Kirche                    | Oberer Bergring 1 LageFlur: 8, Flurstück: 90/4                  | evangelische Pfarrkirche und mehrere Grabsteine                                                                              |         | 38090 DDB  |

### Wommen
| Bild                   | Bezeichnung            | Lage | Beschreibung                                                                  | Bauzeit | Objekt-Nr. |
| ---------------------- | ---------------------- | --- | ----------------------------------------------------------------------------- | ------- | ---------- |
| Gesamtanlage           | Gesamtanlage           | Lage | mit Brückenstraße 2, 3; Gerstunger Straße 1–5, 4–10; Kirchrain 1–11, 15, 2, 6 |         | 38092 DDB  |
| weitere Bilder         | Autobahnbrücke         | A 4, Wommenbach, L 3252, Im alten Bach, Am Worgestück LageFlur: 6, Flurstück: 33/10, 40, 45/4, 53, 57/1 |                                                                               |         | 38094 DDB  |
| Bild gesucht BW        | Wappenstein            | Alter Bach (L 3252) LageFlur: 3, Flurstück: 146/37                                                      |                                                                               |         | 38095 DDB  |
| Bild gesucht BW        | Eisenbahnbrücke        | Eisenbahn LageFlur: 5, Flurstück: 53                                                                    | Haltepunkt Wommen?                                                            |         | 38093 DDB  |
| Bild gesucht BW        | Wohnhaus               | Gerstunger Straße 1 LageFlur: 3, Flurstück: 62/2                                                        |                                                                               |         | 38096 DDB  |
| Bild gesucht BW        | Wohnhaus               | Gerstunger Straße 3 LageFlur: 3, Flurstück: 63/2                                                        |                                                                               |         | 38097 DDB  |
| Bild gesucht BW        | Wohnhaus               | Gerstunger Straße 6 LageFlur: 3, Flurstück: 92/1                                                        |                                                                               |         | 38098 DDB  |
| Bild gesucht BW        | Tagelöhnerhaus         | Gerstunger Straße 9 LageFlur: 3, Flurstück: 58/2                                                        |                                                                               |         | 38099 DDB  |
| Sachgesamtheit Schloss | Sachgesamtheit Schloss | Gerstunger Straße 10 LageFlur: 3, Flurstück: 76/7                                                       |                                                                               |         | 38100 DDB  |
| Bild gesucht BW        | Wohnhaus               | Kirchrain 2 LageFlur: 3, Flurstück: 122/3                                                               |                                                                               |         | 38101 DDB  |
| Bild gesucht BW        | Wohnhaus               | Kirchrain 10 LageFlur: 3, Flurstück: 135/7                                                              |                                                                               |         | 38102 DDB  |
| weitere Bilder         | Evangelische Kirche    | Kirchrain 15 LageFlur: 3, Flurstück: 119/1                                                              | evangelische Pfarrkirche und drei Grabsteine                                  |         | 38103 DDB  |
| Bild gesucht BW        | Hofanlage              | Schindgraben 1 LageFlur: 3, Flurstück: 11/5                                                             |                                                                               |         | 38104 DDB  |